# Stelis braccata
Stelis braccata är en orkidéart som beskrevs av Heinrich Gustav Reichenbach och Josef Ritter von Rawicz Warszewicz. Stelis braccata ingår i släktet Stelis och familjen orkidéer. Inga underarter finns listade i Catalogue of Life.